# Мейс, Сильвия
Сильвия Франсуаза Мейс (нидерл. Sylvie Françoise Meis; род. 13 апреля 1978) — нидерландская модель, актриса и ведущая, бывшая жена футболиста Рафаэля ван дер Варта.

## Биография
В свои 18 лет Сильвия решила, что хочет быть моделью, и отправила своё резюме на кастинг в различные агентства. Она получила популярность после назначения ведущей на детском канале «FoxKids» и музыкальном «TMF». Она была ведущей нескольких программ на «TMF», в том числе представление ежегодных TMF- наград, брала интервью у звёзд эстрады, таких как Бритни Спирс и Кайли Миноуг. Кроме того, она снималась в музыкальных видеоклипах и голландском телевизионном сериале «Costa». В сотрудничестве с фирмой «JPC» она также представила линию украшений «Чистый путь Сильвии» на голландском рынке. Затем она участвовала в церемонии награждения «Игрок года ФИФА 2008».
В 2003 году Мейс начала отношения с футболистом «Аякса» Рафаэлем ван дер Вартом. Частично благодаря известности их отдельных карьер, они скоро становятся самой известной «парой футбола Нидерландов». Известность продолжала расти и после их брака 10 июня 2005 года. Свадьба прошла в прямой трансляции на телеканале «SBS» и по радио и получила высокие оценки в Голландии.
Сильвия и её муж переехали в Германию, когда он покинул «Аякс» и начал играть за футбольный клуб «Гамбург». После перехода мужа в 2008 году в «Реал Мадрид» переехала с мужем в Испанию. 28 мая 2006 года у них родился первый ребенок, которого они назвали Дамиан Рафаэл. В 2009 году успешно прошла лечение рака груди путём хирургической операции и химиотерапии. 2 января 2013 года общий агент Сильвии и Рафаэля объявил об их разводе.
В начале 2012 года она удостоилась чести стать прототипом для знаменитой куклы Барби.
В настоящее время продолжает работать в агентстве «ANC Model Management» под настоящим именем. Работает ведущей вместе с Дитером Боленом и Мотси Мабузе в телешоу «Суперталант» на канале RTL.

## Фильмография
| Год  |   | Русское название          | Оригинальное название | Роль   |
| ---- | - | ------------------------- | --------------------- | ------ |
| 2007 | ф | Убийственный ультрафиолет | UV                    | Миноуг |

## Достижения
- «Самая сексуальная женщина Голландии» (2003)[2]